# Joachim Frederik Ramus
Joachim Frederik Ramus, född den 10 september 1685 eller 3 juli 1686 i Trondhjem, död den 4 januari 1769, var en dansk matematiker och ingenjör. Han var son till Melchior Ramus.
Efter att Ramus 1707 hade kommit till Köpenhamn som student visade han intresse för teckning och matematik. Han studerade sistnämnda ämne under Ole Rømer, som han hjälpte med att rita en karta över Nordsjön. Efter att under flera år ha befunnit sig på resande fot blev han 1718 stadskonduktör i Köpenhamn, 1720 lärare vid navigationsskolan på Møn, en skola som, alltjämt under Ramus ledning, 1727 flyttades till Köpenhamn, varefter den  nedlades 1737. Tillika utsågs han 1720 till professuren i matematik vid universitetet och övertog den 1722. År 1725 blev han även direktör för vatten- och brandväsendets kommission i Köpenhavn. Ramus utförde Sortedamssøens rensning och regulering, iståndsatte slotten med mera och var medlem av flera kommissioner med praktiska ändamål. Dessutom sändes han till Oldenburg för att iståndsätta dikena och till Kongsbergs silververk för att genomföra en inspektion. Som belöning för dessa värv blev han inte endast kansliråd 1720 och verkligt justitieråd 1738, men fick även almanacksprivilegiet på livstid och detta ändrades på ett för honom och hans familj gynnsamt sätt, då han inte hade tid att själv utföra det därmed förbundna arbetet. Ramus skrev som ung några trigonometriska och astronomiska dissertationer. Som professor utgav han till undervisningsbruk något ur Euklides element på latin (1737) och en dansk översättning av en tysk elementär lärobok av Christian Wolff. Dessa böcker lade han förmodligen till grund för de föreläsningar för nybörjare som han höll när hans övriga uppdrag tillät det. Under senare år erbjöd han samtidigt de som kommit längre hjälp med studierna. Från 1747 höll han inga föreläsningar. Han kom in i Videnskabernes Selskab ganska kort efter dess stiftande 1742 och har i dess skrifter i ett arbete om norrsken noggrant sammanställt äldre och nyare redogörelser om iakttagelser av detta fenomen. Han dog som universitetets senior.